# Horst Günther Linke
Horst Günther Linke  (* 18. März 1942 in Greifswald) ist ein deutscher Historiker.

## Leben und Wirken
Horst Günther Linke ist Sohn des Stadtarchivars Günter Linke und dessen Ehefrau Karla Linke. Nach dem Abitur am Alten Gymnasium in Flensburg studierte er ab 1961 Geschichte und Germanistik nebst Philosophie und Pädagogik an der Universität Tübingen, der Universität Göttingen und der Rheinischen Friedrich-Wilhelms-Universität Bonn. Im Jahr 1969 wurde er in Bonn im Fach Neuere Geschichte mit einer Dissertation über die deutsch – sowjetischen Beziehungen bis zum Vertrag von Rapallo promoviert. Im Jahr 1979 habilitierte er sich an der Universität Bonn im Fachgebiet Osteuropäische Geschichte mit einer Untersuchung über die Kriegsziele Russlands im Ersten Weltkrieg. Von 1969 bis 1982 fungierte Linke als Wissenschaftlicher Assistent am Seminar für osteuropäische Geschichte der Rheinischen Friedrich-Wilhelms-Universität Bonn. Von 1982 bis zum Eintritt in den gesetzlichen Ruhestand 2007 wirkte er als Professor für osteuropäische Geschichte vorrangig an den Universitäten Bonn und Frankfurt am Main. Sein Spezialgebiet sind die internationalen Beziehungen in der Interdependenz von Außen- und Innenpolitik unter besonderer Berücksichtigung Russlands und Deutschlands im 19. und 20. Jahrhundert.
Linke ist seit 1979 verheiratet. Aus der Ehe gingen zwei Kinder hervor.

## Schriften (Auswahl)
Abhandlungen
- Deutsch – sowjetische Beziehungen bis Rapallo. Köln 1970. (2. Auflage. 1972, ISBN 3-8046-8413-0)
- Das zarische Russland und der Erste Weltkrieg. Diplomatie und Kriegsziele 1914 bis 1917. München 1982, ISBN 3-7705-2051-3.
- Russlands Weg in den Ersten Weltkrieg und seine Kriegsziele 1914 bis 1917. In: Militärgeschichtliche Mitteilungen. 2/82, S. 9–34. (Erweiterter Nachdruck in: W. Michalka (Hrsg.): Der Erste Weltkrieg. Wirkung, Wahrnehmung, Analyse. München/Zürich 1994, S. 54–94; zusätzlicher Nachdruck in der Lizenzausgabe des Seehamer Verlags 1997, ISBN 3-932131-37-1)
- Der Erste Weltkrieg. Ursachen, Kriegsziele und Antikriegskampf in der Deutung der Geschichtswissenschaft der DDR. In: A. Fischer, G. Heydemann (Hrsg.): Geschichtswissenschaft in der DDR. Bd. II, Berlin 1990, ISBN 3-428-06800-9, S. 737–757.
- Deutsch-russische Partnerschaft im Geiste der Charta von Paris, 1990–1995. In: H.–A. Jacobsen, Jochen Löser u. a. (Hrsg.): Deutsch - russische Zeitenwende. Krieg und Frieden 1941–1995. Baden-Baden 1995, ISBN 3-7890-3683-8, S. 730–759. (russ. Übersetzung: Moskau 1995, ISBN 5-85589-005-8)
- Der Weg nach Rapallo. Strategie und Taktik der deutschen und sowjetischen Außenpolitik. In: Historische Zeitschrift. (HZ) Bd. 264 (1997), S. 55–109.
- Nemeckij vopros v rossijsko – germanskich otnošenijach. In: Nemcy Rossii. Enciklopedia. Bd. 2, Moskau 2004, ISBN 5-93227-002-0, S. 639–654.
- Geschichte Russlands von den Anfängen bis heute. Darmstadt 2006, ISBN 3-89678-557-5, ISBN 3-534-13830-9.
- Schicksalsgemeinschaft? Die Sowjetunion im politischen Kalkül der deutschen Botschafter in Moskau 1922–1944. In: K. Eimermacher, A. Volpert (hrsg.): Stürmische Aufbrüche und enttäuschte Hoffnungen, Russen und Deutsche in der Zwischenkriegszeit. München 2005, ISBN 3-7705-4091-3, S. 163–208. (russ. Übersetzung: Moskau 2010, ISBN 978-5-91022-116-5)
- Fürst Aleksandr M. Gorčakov, 1798–1883. Kanzler des russischen Reiches unter Zar Alexander II. Paderborn 2020, ISBN 978-3-506-70321-7.
- Bismarck und Gorčakov. Verlauf und Beweggründe einer spannungsreichen Beziehung. (= Friedrichsruher Beiträge. 52). Friedrichsruh 2021, ISBN 978-3-933418-64-7.

Herausgeberschaften
- Die russischen Revolutionen 1905 bis 1917. Zusammenbruch der zarischen Herrschaft und Machtergreifung der Bolschewiki. (= Tempora. Quellen zur Geschichte und Politik. 49022). Stuttgart 1986, ISBN 3-12-490220-3. (In den Folgejahren mehrere vollständige und auszugsweise Nachdrucke)
- Quellen zu den deutsch – sowjetischen Beziehungen 1917–1945. (= Freiherr vom Stein - Gedächtnisausgabe. Bd. 8). Darmstadt 1998, ISBN 3-534-12778-1.
- Quellen zu den deutsch – sowjetischen Beziehungen 1945–1991. (= Freiherr vom Stein - Gedächtnisausgabe. Bd. 9). Darmstadt 1999, ISBN 3-534-13153-3.
- Quellen zu den deutsch – russischen Beziehungen 1801–1917. (= Freiherr vom Stein – Gedächtnisausgabe. Bd. 7). Darmstadt 2001, ISBN 3-534-10198-7.